# NGC 471
NGC 471 je galaksija u zviježđu Ribe.

## Vanjske poveznice
- SEDS: NGC 471